# Stazione di Casarsa
La stazione di Casarsa è una stazione ferroviaria nodale di superficie della linea ferroviaria Venezia-Udine ed è capolinea della ferrovia Casarsa-Portogruaro. È stata dismessa, invece, la linea per Gemona.
È la stazione con il maggior traffico ferroviario nella provincia di Pordenone, nonché una tra le più importanti del Friuli-Venezia Giulia, con una settantina di treni passeggeri in partenza e altrettanti in arrivo nei giorni feriali invernali.
Dall'avvento del progetto del Corridoio 5 - alta velocità sulla linea bassa (Venezia-Trieste) la sua importanza logistica provinciale è ulteriormente aumentata, essendo l'unico nodo di raccordo pordenonese tra la linea alta Venezia-Udine e la linea bassa.

## Storia
La stazione venne inaugurata nel 1855 e per 5 anni, fino alla costruzione del ponte sul Tagliamento ed il proseguimento della ferrovia fino ad Udine, fu la stazione terminale del Friuli.
Duramente bombardata nel corso della Seconda guerra mondiale, la struttura attuale fu costruita alla fine degli anni quaranta.

### Linee in disuso o dismesse
Due sono le linee ferroviarie che partivano da Casarsa, chiuse al traffico passeggeri negli anni sessanta e definitivamente anche al traffico merci negli anni ottanta: presenti fino all'orario del 1966 come "linea Gemona-Pinzano-Casarsa" e "linea Casarsa-San Vito al Tagliamento-Motta di Livenza", sono state dismesse e sostituite entrambe con autocorriere.
A 10 anni di distanza (orario Pozzo, 1975-76) gli autoservizi ferroviari sostitutivi erano di 10 coppie sulla tratta Casarsa - Pinzano (di cui 4 limitate alla tratta Casarsa - Spilimbergo e ritorno), e di 8 coppie sulla tratta Casarsa-Motta di Livenza, di cui 4 effettuavano servizio solo tra Casarsa e San Vito al Tagliamento e ritorno.

## Strutture e impianti
È dotata di 14 binari, di cui 5 per la movimentazione passeggeri e 9 ad uso esclusivo di movimentazione merci, manovra e sosta, oltre ad un'area di deposito.
Ha al suo interno il servizio di biglietteria, biglietteria automatica, sala d'aspetto di prima classe, sala d'aspetto di seconda classe, bar, edicola, sportello bancario (presso bar), punto poste italiane(presso bar), posto di polizia ferroviaria.

## Movimento
La stazione è servita da treni regionali svolti da Trenitalia nell'ambito del contratto di servizio stipulato con le Regioni interessate.
Il traffico merci nell'ambito della stazione ferroviaria serve principalmente la zona industriale Ponte Rosso, situata tra i comuni di San Vito al Tagliamento, Casarsa della Delizia e Valvasone.
Lo smistamento dei treni in entrata ed uscita avviene all'interno della stazione ferroviaria di Casarsa, mentre il carico e scarico merci direttamente presso lo scalo ferroviario merci della zona industriale, in comune di San Vito.

## Servizi
La stazione dispone dei seguenti servizi:
- Biglietteria a sportello
- Biglietteria automatica
- Sala d'attesa
- Bar
- Servizi igienici